# Maria Łowmiańska
Maria Łowmiańska z domu Plackowska (ur. 28 października 1891 w Puczniewie, zm. 7 lutego 1962) – polska historyk, doktor nauk historycznych, badaczka dziejów Wielkiego Księstwa Litewskiego i Wileńszczyzny.

## Życiorys
Córka Konstantego Plackowskiego i Marii z Borowych pochodziła z okolic Łodzi. W latach 1919–1922 studiowała historię na Uniwersytecie Warszawskim, a następnie na Uniwersytecie Stefana Batorego w Wilnie, gdzie w 1927 r. uzyskała absolutorium. Stopień doktora nauk historycznych uzyskała tamże w 1931 roku, na podstawie rozprawy Wilno przed najazdem moskiewskim 1655 roku.  W okresie dwudziestolecia międzywojennego opublikowała kilka artykułów naukowych. 
W 1924 r. wyszła za mąż za Henryka Łowmiańskiego (1898–1984), którego poznała na studiach. Jej pracę naukową zakończył wybuch II wojny światowej. Okupację spędziła z mężem w Wilnie, w po wojnie wyjechali do Poznania, gdzie podjęła pracę jako nauczycielka historii i języka polskiego w Liceum Ogólnokształcącym Towarzystwa Przyjaciół Dzieci nr VII, dzisiejszego VII Liceum Ogólnokształcącego im. Dąbrówki. Nie mając dostępu do materiałów źródłowych, nie prowadziła już badań nad historią Wilna. Zmarła 7 lutego 1962 r. Po Została pochowana w grobowcu rodzinnym na cmentarzu w Rzgowie pod Łodzią, gdzie w 1984 r. pochowany został także Henryk Łowmiański.

## Wybrane publikacje
- Wilno przed najazdem moskiewskim 1655 roku, Wilno: Wydawnictwo Magistratu m. Wilna 1929 (wyd. 2 - Dwa doktoraty z Uniwersytetu Stefana Batorego w Wilnie, Poznań: Wydawnictwo Poznańskie 2005).
- W sprawie składu narodowościowego cechów wileńskich (w. XVI-XVIII), Wilno: Druk. "Znicz" 1930.
- Dokumenty do historji kamienic, przeznaczonych na chowanie metryki W. Ks. (1588–1712), Wilno: Zakłady Graficzne "Znicz" 1930.
- Hrehory Ościk i jego zdrada w roku 1580, Wilno: Druk. Lux 1933.
- Akty cechów wileńskich 1495–1759, zebrał i przygotował do druku Henryk Łowmiański, przy współudziale Marii Łowmiańskiej i Stanisława Kościałkowskiego, przedmową i skorowidzem opatrzył Jan Jurkiewicz, Poznań: Wydawnictwo Poznańskie 2006.